# Yoldiella hamiltoni
Yoldiella hamiltoni is een tweekleppigensoort uit de familie van de Yoldiidae. De wetenschappelijke naam van de soort is voor het eerst geldig gepubliceerd in 1935 door Powell.